# Banovina (tájegység)
A Banovina (korábban Banska krajina, vagy Banija) egy természetföldrajzi egység Horvátország középső részén, Sziszek-Monoszló megye területén. 

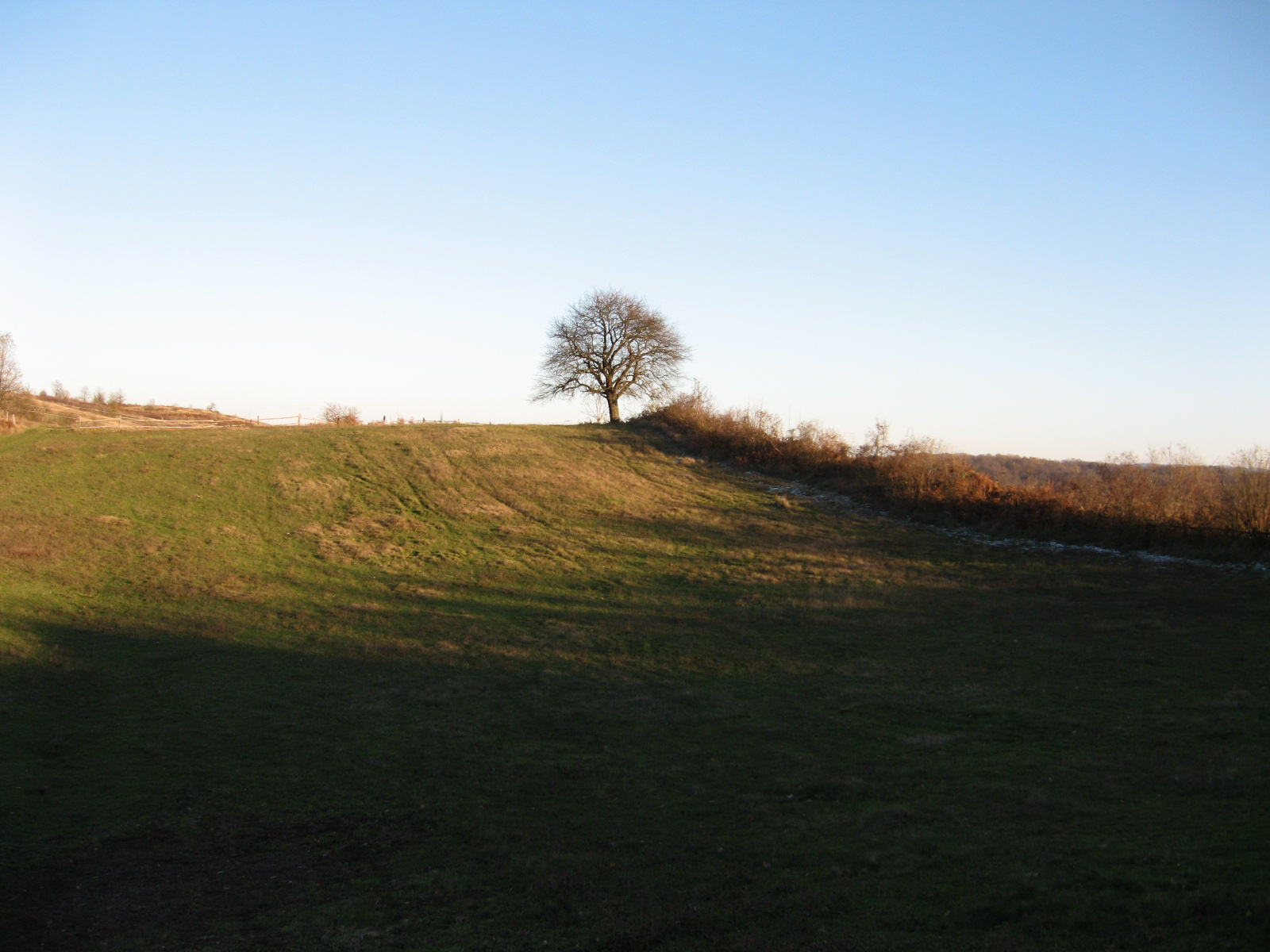
Banovinai táj Babina Rijekánál

## Fekvése
A Banovina a Száva, a Kulpa alsó folyása, az Una és a Glina, valamint a Boszniai krajina felé eső ún. „suhe međe” közötti területen fekszik. A Pannon-síkság határterülete, mely a Sziszeki Szávamentétől délnyugatra helyezkedik el. Dombos táj jellemzi, átlagos magassága 300 m. A legmagasabb csúcs a Zrinyi-hegységben található (Piramida, 616 m). Völgyeit kisebb vízfolyások szelik át. Területének nagy részét erdő borítja. A Banovina területe összesen 1803 km²-t tesz ki.

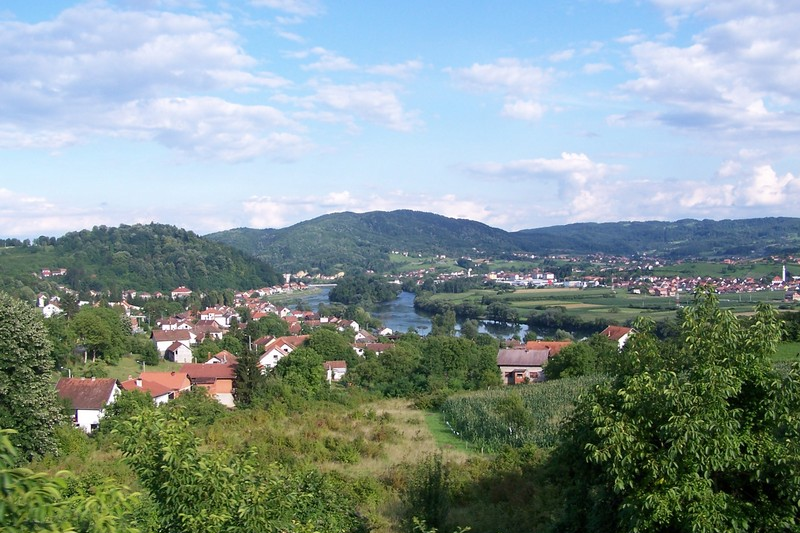
Kostajnica látképe

## Neve
A terület neve eredetileg Petrinjska (Petrinyai) vagy Kupska (Kulpai) Krajina (végvidék) volt. A török kiűzése után az itt végleg letelepedett ortodox vlachok lázadozni kezdtek a horvát báni hatalom ellen. E zavargások és nyugtalanságok miatt 1704-ben I. Lipót császár végül úgy határozott, hogy a régiót végleg a bán igazgatása alá rendeli, melyet ezután Banska Krajinának (Báni végvidéknek) hívták. Ennek a történelmi területnek a neve a bán méltóságnévből származik. A később kialakult Banija és a Banovina név egyformán helyes. Az első esetben a bán név az „-ija” képzővel egészült ki, amely egy bizonyos tisztviselő  igazgatása alatt álló területet jelent. A második esetben a birtokos képzős banov (a báné) névhez az „-ina” utótagot adták hozzá, amely jelzi a terület hovatartozását  a horvát bán parancsnoksága alatti területnek. A Banovina név e történelmi horvát tartomány hatókörének későbbi kibővülésével jelent meg, a Banija név pedig különösen a második világháború után vált dominánssá, amikor a Banovina név teljesen kiszorult. A demokratikus változások után a Banovina név szélesebb körben elterjedt a közmédiában és a térképeken, és a közhasználatban is egyre gyakoribbá vált. 

## Története
A középkorban ez a terület a régi horvát Gora vagy Gorski zsupánság része volt, amelybe több horvát középkori város tartozott.  A növekvő török veszéllyel szemben ezen a területen három korábbi szlavón megyéből (Gorička, Gorska és Dubička) jött létre az a régió, amely előbb a Blagaji grófok, majd a zágrábi káptalan birtoka volt, végül a 16. századtól a horvát Krajina része lett. Ez a terület ugyanis különös jelentőségű volt Zágráb védelme szempontjából, ezért a horvát bán közvetlen joghatósága alá került. Innen ered az egész terület neve: „Banalia confinia”. Később ezt a bán igazgatása alá tartozó, Károlyvárostól Ivanicsig terjedő terület területet kiterjesztették az Una folyó körüli földterülettel is. Az Una folyóig terjedő területet a karlócai béke után Zágráb jobb védelme érdekében a bán hatóságai irányították.

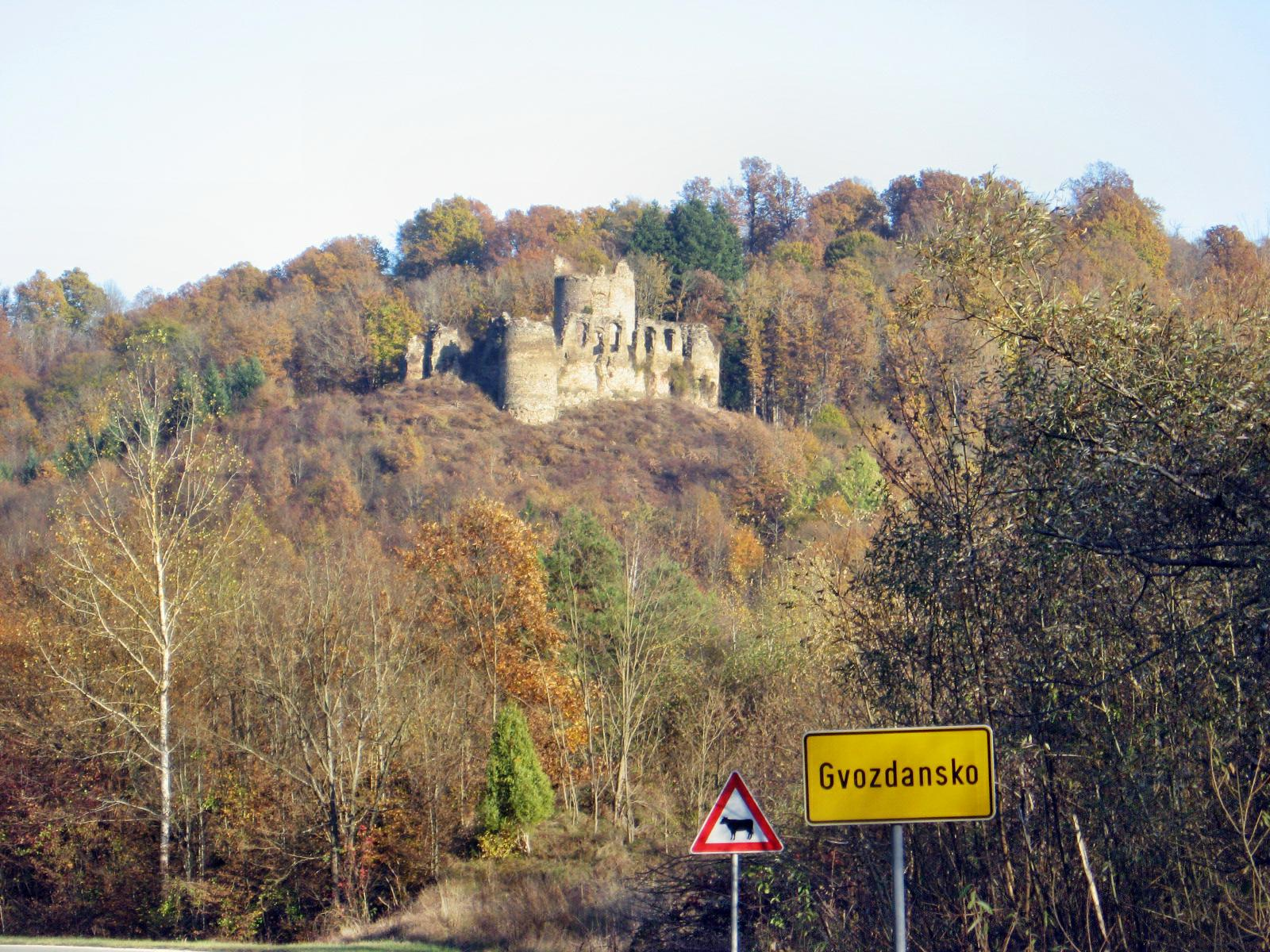
Gvozdaszkó látképe a várral

Az Oszmán Birodalom megerősödésével a 16. század második felében a Banija egyes részei fokozatosan uralmuk alá kerültek. Így 1556-ban a törökök meghódították Kosztajnicát, 1578-ban pedig Gvozdanszkót. Bihács 1592-es eleste után és a sziszeki csata előkészületei idején, miután a régi Petrinyát a horvát parlament határozata alapján lerombolták a török hadsereg a jelenlegi város helyén egy új várat épített. 1596-ban Petrinya újbóli felszabadítása után ez a vár lett a kiindulópont a Banovina többi részének felszabadításához. A 16. század végétől ezt a területet a törökök által elfoglalt területekről származó menekültek, horvátok, szerbek és vlachok lakták, akik az itt kapott földért cserébe katonai szolgálattal tartoztak, és a paraszti lakossághoz viszonyítva kiváltságokkal rendelkeztek.
Ebben az időben két határőrezred volt ezen a területen, a petrinyai és a glinai, a kapitányságok székhelyei pedig Kosztajnica, Glina, Dubica és Zrin voltak. A báni sereget a bánnak közvetlenül felelős alkapitány vezényelte, de mivel a bánnak nem volt elegendő pénze, a petrinyai ezred a 18. századig a szlavóniai Krajinához és a bécsi haditanácshoz tartozott. Mivel az ezen a területen található erődítmények és utak építéséről és újjáépítéséről Ausztria rendjei gondoskodtak számos nézeteltérés alakult ki közöttük és a bán által vezetett horvát rendek között, akik megpróbálták a Baniját a lehető legerősebben összekapcsolni a varasdi és a károlyvárosi krajinákkal, míg az osztrák rendek lázítani kezdték a lakosságot a báni igazgatás ellen. A legnagyobb lázadások 1730-ban és 1751-ben történtek. I. Lipót császár és király azonban már 1704-ben megerősítette a bánok hatalmát ezen a területen. 1750-ben különleges császári rendelettel a Banska Krajinát a petrinyai és glinai ezredekre osztották, amelyekben a horvát rendek rendelkeznek hatalommal, és az ezredest kivéve minden tisztet a bán nevezett ki.
A 17. század végén csökkent a török támadások veszélye, 1703-ban a Banska Krajina tovább terjeszkedett, és a védelem fókusza a Kulpáról az Unára terelődött. A 18. század végén a Banska, a Hrvatska és a Slavonska Krajina egyetlen parancsnoksággal rendelkezett Zágrábban. Napóleon hódításainak idején a Banovina az illír tartományokhoz tartozott (1809-1813), majd visszatért a Habsburg Monarchiába. 1873. június 15-én megszüntették a Glina és a Petrinja ezredeket, és a Banijában polgári közigazgatást vezettek be, mely 1881-ben végül teljesen egyesült Horvátországgal.
A 19. század végén és a 20. század elején a Banovina sok lakója, főleg horvátok emigráltak Amerikába. Az első világháború és a jugoszláv állam létrehozása után a területen élő horvátok és szerbek között egyre nagyobb feszültségek keletkeztek. Még nagyobb elégedetlenséget okozott a horvátok számára Banija egyes részeinek a Vrbas Banovinához való csatolása (1929-1941). A konfliktus a második világháborúban tetőzött. Banija a második világháborúban a Független Horvát Állam része volt. 1941. június 22-én a sziszeki kommunisták megalapították az első sziszeki partizán különítményt, amely hamarosan biztonságos menedékhelyre talált a Banovinában, ahol kialakult a lakosság ellenállása az olaszokkal, németekkel és az utasákkal szemben. 1943 ősze után már a partizánok tartották ellenőrzésük alatt a Banija legnagyobb részét Glina városával. A partizánok 1945-ös győzelme után néhány horvát település (mint Zrin, Joševica és Gvozdanszkó), amely már 1943-ban is súlyos támadásokat szenvedett el, teljesen elnéptelenedett. A háború utáni időszakban a Banovina ismét Jugoszlávia része volt, és a Sziszeki régióhoz tartozott.
A horvátországi háború alatt a Banovina nagyon korán a JNA és a szerb lakosság lázadásának középpontjába került. A nem szerb lakosság egészét elűzték falvaikból, különösen a Kulpa és a Száva folyók mentén, valamint a horvát enklávékban. A Petrinya közelében fekvő horvát falvak (Dragotinci, Kraljevčani, Čuntić) és az Unamenti vegyes lakosságú falvak az elsők között pusztultak el. A megszállás Glinával és Kosztajnicával folytatódott. A Vihar hadművelettel 1995. augusztus 4-én a korábban megszállt Banovina területe visszakerült a horvát uralom alá, a szerb lakosság többsége pedig elhagyta falvait és Bosznia-Hercegovinába, valamint Szerbiába menekült.

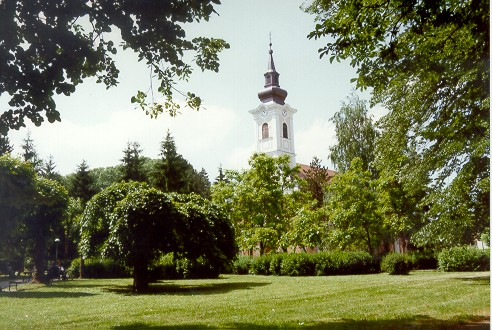
Petrinya városi park

## Népessége
Banovina népességének legnagyobb része a mezőgazdasággal és állattenyésztéssel, különösen a sertés- és szarvasmarha-tenyésztéssel foglalkozó vidéki lakosság. Demográfiai szempontból ez a terület nagyon elnéptelenedett a gazdasági okokból elvándorolt, és a délszláv háború idején elmenekült lakosság miatt. Demográfiai növekedést csak az 1948 és 1953 közötti időszakban regisztráltak. Bevándorlási térségként csak Petrinya város emelkedik ki, elsősorban az ipar (hús- és faipar) miatt. Összességében a Banovinának körülbelül 88.100 lakosa van, amelynek többségét a horvátok alkotják, akik a lakosságnak mintegy 75%-át adják.

## Turizmus
Bár a térség régi erődítményeinek nagy része megsemmisült, mivel az anyagukat építőanyagként használták, egyes várak a mai napig megmaradtak olyan hegyes területeken, mint Zrin és a Gvozdanskó, míg a tornyok a Čuntić, Pecko és Klinac váraiban maradtak. A kosztajnicai Una-szigeten található egy erőd is. Ezt az erődöt eredetileg a törökök építették, és a Krajina adminisztráció újjáépítette a törökök kiűzése után.
A 18. századi szakrális építészetnek értékes példái vannak Petrinyában, Glinában és a Hrvatska Kostajnicán, de ezeknek a templomoknak a nagy része a honvédő háború idején a szerb megszállás alatt megsemmisült. Földig rombolták a petrinyai Szent Lőrinc templomot, felrobbantották a kosztajnicai Szent Antal és Szent Miklós templomokat, a gorai Nepomuki Szent János templomot, valamint a ferences kolostorokat Kostajnicában és Čuntićban. A háború után néhányukat újjáépítették.

## Fordítás
Ez a szócikk részben vagy egészben  a   Banovina című horvát Wikipédia-szócikk ezen változatának fordításán alapul.  Az eredeti cikk szerkesztőit annak laptörténete sorolja fel. Ez a jelzés csupán a megfogalmazás eredetét és a szerzői jogokat jelzi, nem szolgál a cikkben szereplő információk forrásmegjelöléseként.